# Рудники (гміна)
Гміна Рудники (пол. Gmina Rudniki) — сільська гміна у південно-західній Польщі. Належить до Олеського повіту Опольського воєводства.
Станом на 31 грудня 2011 у гміні проживало 8329 осіб.

## Площа
Згідно з даними за 2007 рік площа гміни становила 100.52 км², у тому числі:
- орні землі: 89.00%
- ліси: 4.00%

Таким чином, площа гміни становить 10.32% площі повіту.

## Населення
Станом на 31 грудня 2011:
| Опис     | Загалом | Загалом | Чоловіки | Чоловіки | Жінки | Жінки |
| -------- | ------- | ------- | -------- | -------- | ----- | ----- |
| одиниця  | осіб    | %       | осіб     | %        | осіб  | %     |
| все      | 8329    | 100     | 4100     | 49.23    | 4229  | 50.77 |
| міське   | 0       | 100     | 0        |          | 0     |       |
| сільське | 8329    | 100     | 4100     | 49.23    | 4229  | 50.77 |

## Сусідні гміни
Гміна Рудники межує з такими гмінами: Кшепіце, Ліпе, Понтнув, Прашка, Радлув.